# 北村光治
北村光治（きたむら　みつはる、1934年10月2日 - 2006年）は、レスラー。ローマオリンピックライト級グレコローマン5位入賞。北海道留萌支庁増毛郡増毛町生まれ。

## 略歴
- 北海道増毛高等学校-中央大学-山本商店
- 高校大学とも全国優勝を経験、増毛高-中大のラインは松江喜久弥の時代から始まり、中大黄金時代の屋台骨となった。

## 国際大会での成績
- 日本の夏季オリンピック入賞者
- オリンピックの記録
  - 1960年-ローマオリンピック-レスリング-グレコローマン・ライト級（5位入賞）

## 国内での成績
- 1959年＝優勝（ライト級）